# ام درمان
اُم‌دُرمان (به عربی: أم درمان) شهری در استان خارطوم کشور سودان است که جمعیت آن در سرشماری سال ۱۹۹۳ میلادی ۱٫۲۷۱٫۴۰۳ نفر بوده و در سال ۲۰۰۷ میلادی ۳٫۱۲۷٫۸۰۲ نفر تخمین زده شده است. ام درمان بزرگترین شهر کشور سودان است.

ساحل رود نیل در ام درمان (۱۹۲۶)
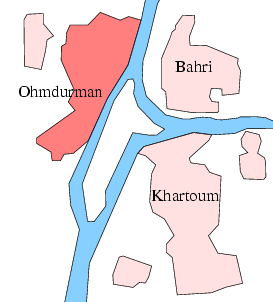